# Libanon op de Olympische Winterspelen 2006
Tijdens de Olympische Winterspelen van 2006 die in Turijn werden gehouden nam Libanon deel met drie sporters die op zeven disciplines uitkwamen. Er werden geen medailles gewonnen.

## Deelnemers
| Sport               | Naam           | Discipline                                      | Klassering    | Resultaten                                                                              |
| ------------------- | -------------- | ----------------------------------------------- | ------------- | --------------------------------------------------------------------------------------- |
| Alpineskiën mannen  | George Salameh | Slalom                                          | 43e           | 1e run 1.07,62, 2e run 1.03,99                                                          |
| Alpineskiën vrouwen | Chirine Njeim  | Afdaling Combinatie Reuzenslalom Slalom Super-G | 34e - 39e 46e | 2.02,86 Slalom 1e run dnf 1e run 1.06,80, 2e run dnf 1e run 47,24, 2e run 51,90 1.37,93 |
| Skeleton            | Patrick Antaki | Mannen                                          | 27e           | 1e run 1.03,01, 2e run 1.01,43                                                          |

Albanië · Algerije · Amerikaanse Maagdeneilanden · Andorra · Argentinië · Armenië · Australië · Azerbeidzjan · België · Bermuda · Bosnië en Herzegovina · Brazilië · Bulgarije · Canada · Chili · China · Chinees Taipei · Costa Rica · Cyprus · Denemarken · Duitsland · Estland · Ethiopië · Finland · Frankrijk · Georgië · Griekenland · Groot-Brittannië · Hongarije · Hongkong · Ierland · IJsland · India · Iran · Israël · Italië · Japan · Kazachstan · Kenia · Kirgizië · Kroatië · Letland · Libanon · Liechtenstein · Litouwen · Luxemburg · Macedonië · Madagaskar · Moldavië · Monaco · Mongolië · Nederland · Nepal · Nieuw-Zeeland · Noord-Korea · Noorwegen · Oekraïne · Oezbekistan · Oostenrijk · Polen · Portugal · Roemenië · Rusland · San Marino · Senegal · Servië en Montenegro · Slovenië · Slowakije · Spanje · Tadzjikistan · Thailand · Tsjechië · Turkije · Venezuela · Verenigde Staten · Wit-Rusland · Zuid-Afrika · Zuid-Korea · Zweden · Zwitserland